# Nidularium albiflorum
Nidularium albiflorum är en gräsväxtart som först beskrevs av Lyman Bradford Smith, och fick sitt nu gällande namn av Elton Martinez Carvalho Leme. Nidularium albiflorum ingår i släktet Nidularium och familjen Bromeliaceae. Inga underarter finns listade i Catalogue of Life.